# 徐紳 (嘉靖進士)
徐紳（1516年—1589年），原名徐坤，字思行，號五台，别号千峰，直隸池州府建德縣人，軍籍，明朝政治人物。

## 生平
嘉靖十九年（1540年）庚子科應天府鄉試第一百八名舉人。嘉靖二十年（1541年）中式辛丑科會試第五十六名，登第三甲第一百七十四名進士。授浙江兰溪知县，二十六年六月选授南京山西道試監察御史，三十三年巡按直隶马政，三十六年巡按江西，三十八年三月升尚宝司卿，四十年四月升太仆寺少卿，九月升都察院右佥都御史、巡抚顺天，四十二年十月韃虜自墙子岭、磨刀峪溃墙，入寇京畿，大掠顺义、三河等处，京师戒严，总督蓟辽侍郎杨选、顺天巡抚徐绅、墙子岭提调指挥杨瀛等人以失事被锦衣卫逮治，十一月杨选被枭首示边，徐绅论死系狱，隆庆初被释放，削籍为民。

## 家族
曾祖徐公振；祖父徐永清，義官；父徐黻，義官。前母周氏、楊氏；母汪氏。具庆下。